# Fiume Giallo

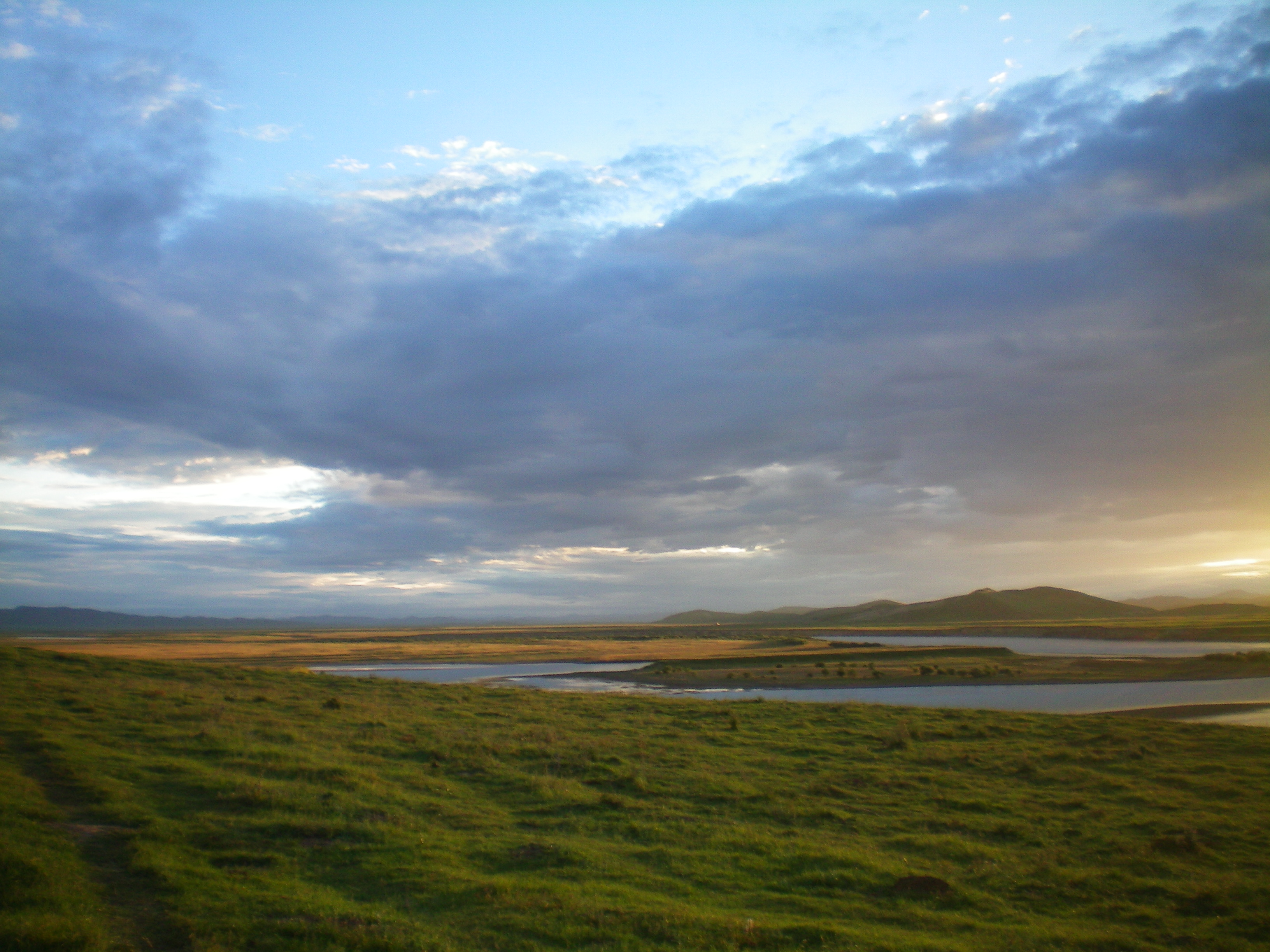
Contea di Zoigê (Sichuan).

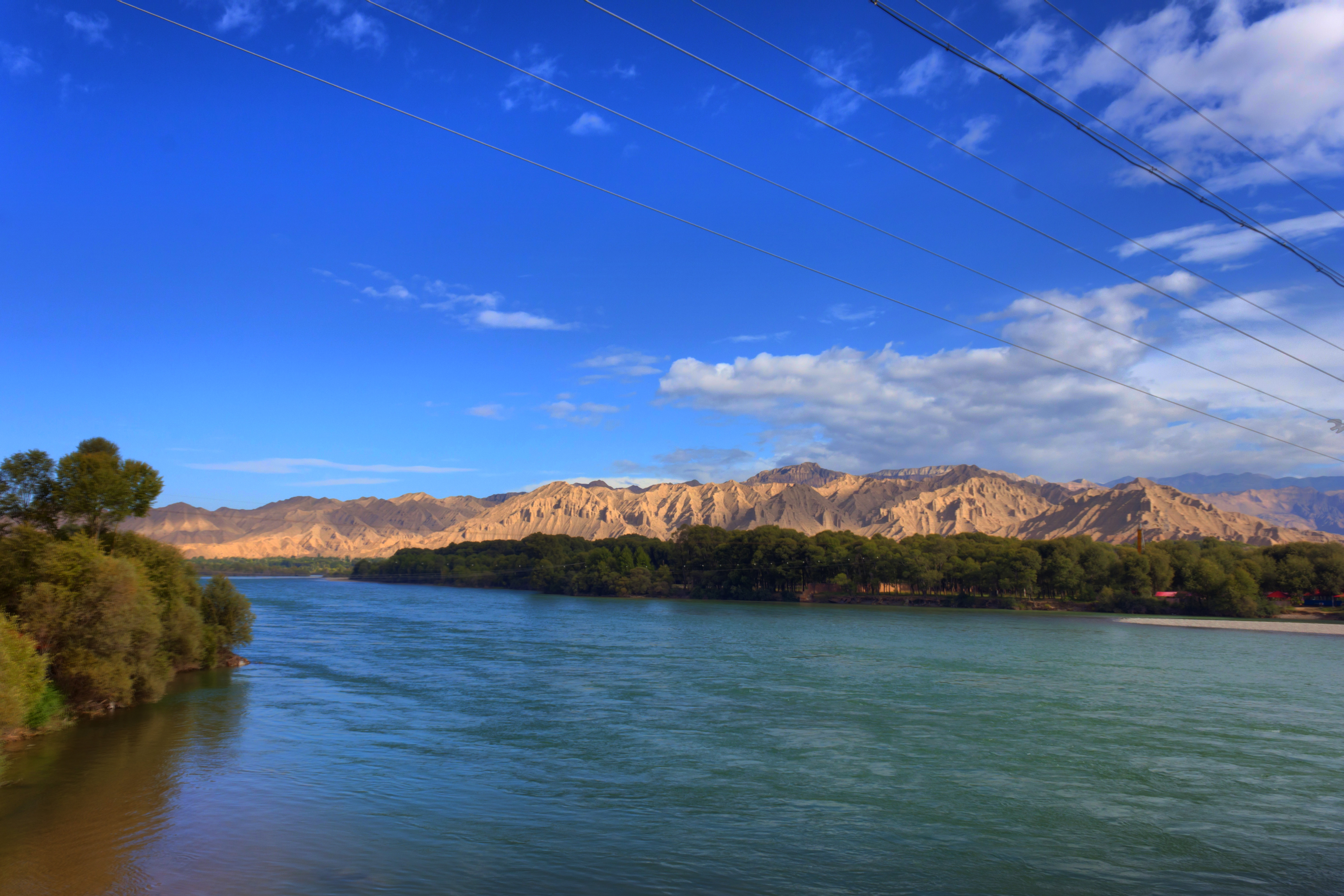
Contea di Guide (Qinghai) sull'altopiano del Tibet, a monte dell'altopiano del Loess.

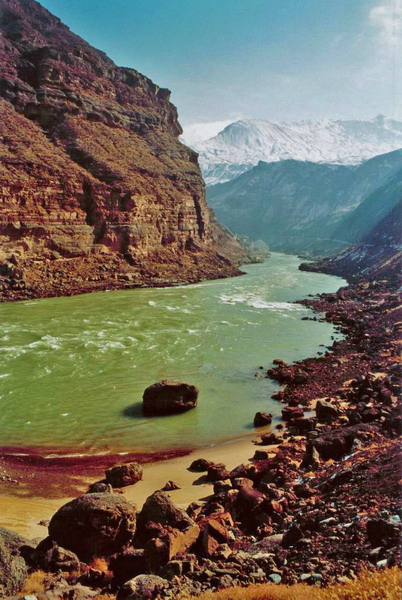
Vicinanze di Xunhua (Qinghai).

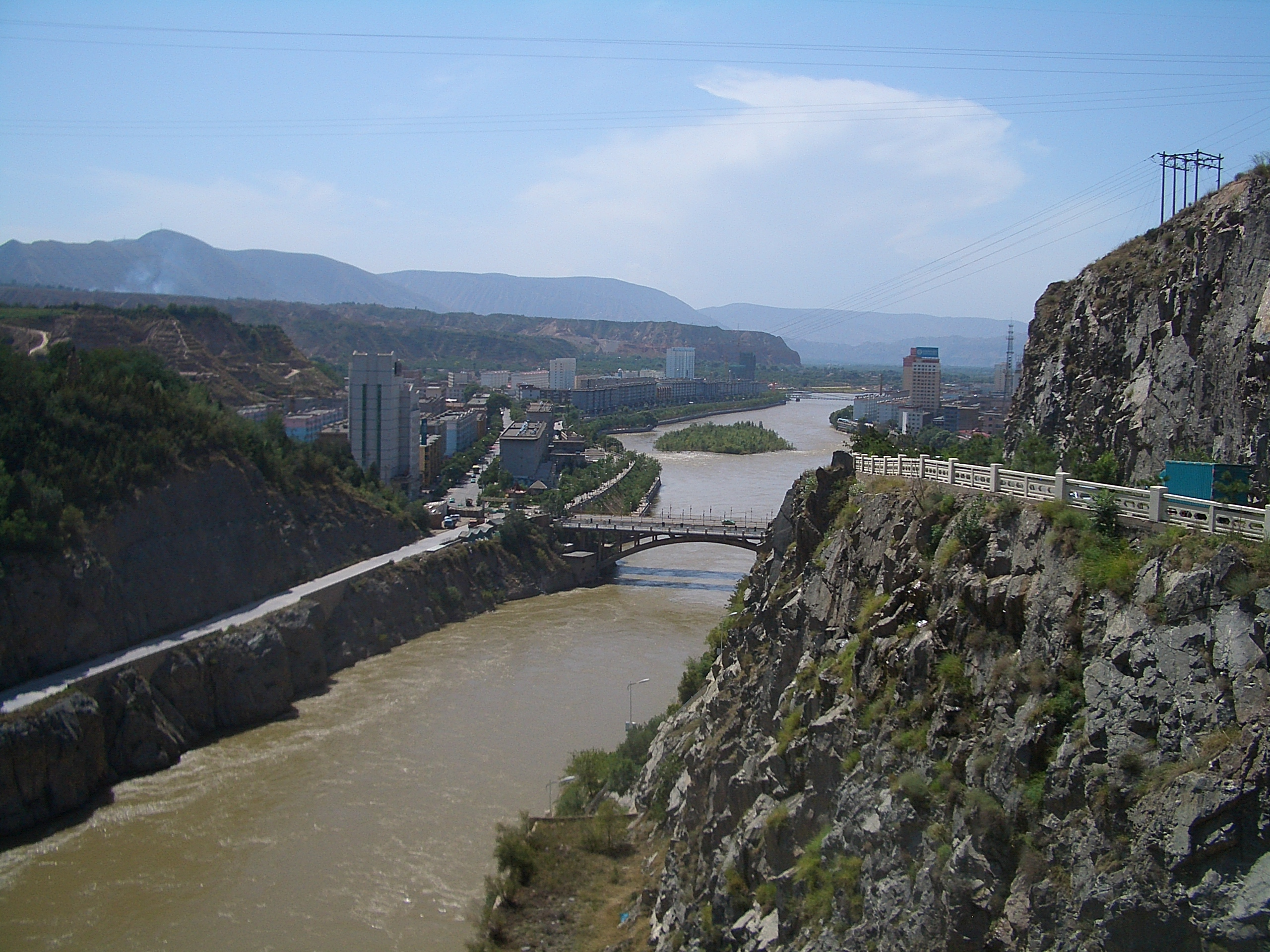
Liujiaxia (Gansu).

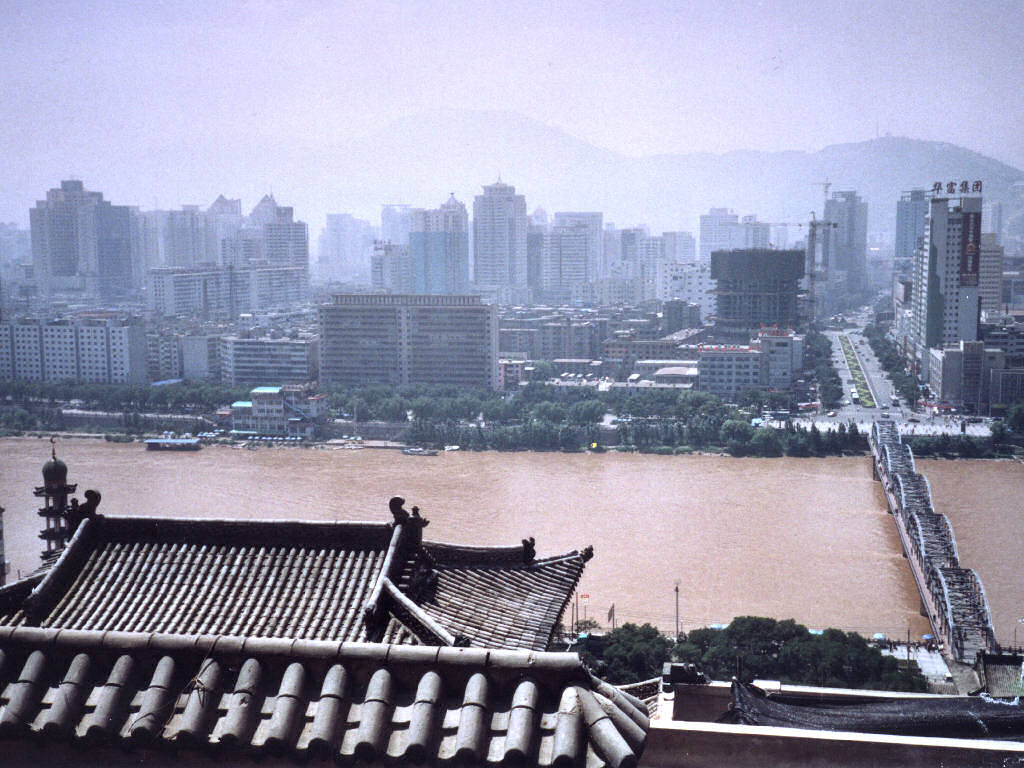
Lanzhou (Gansu).

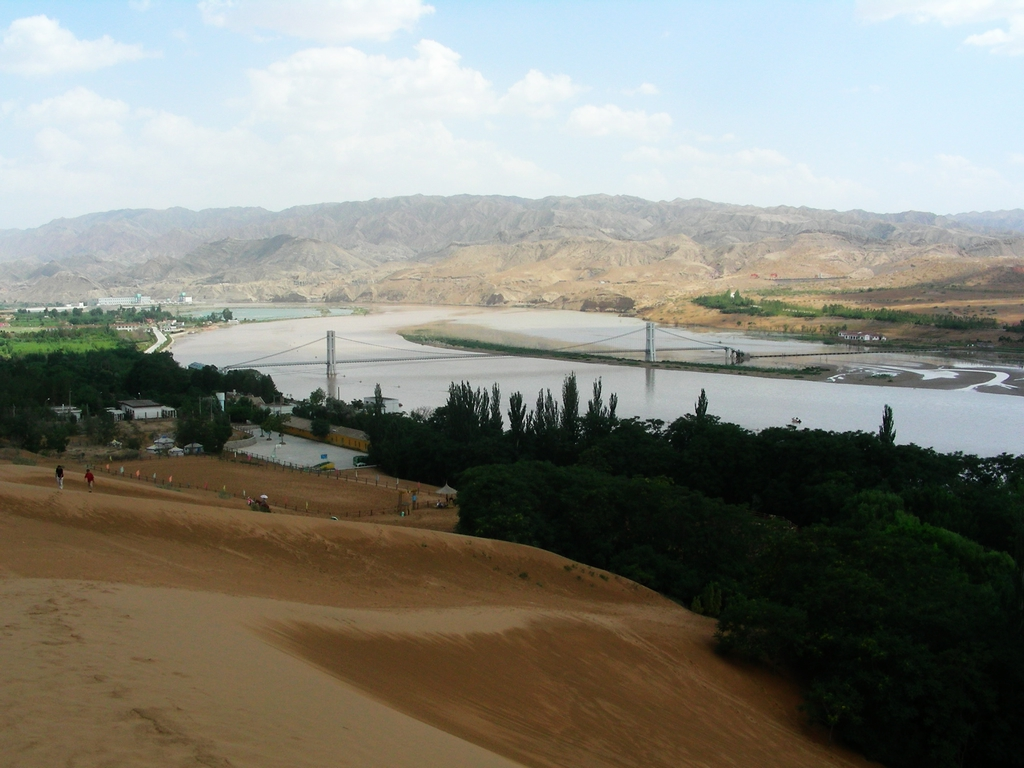
Shapotou (Ningxia).

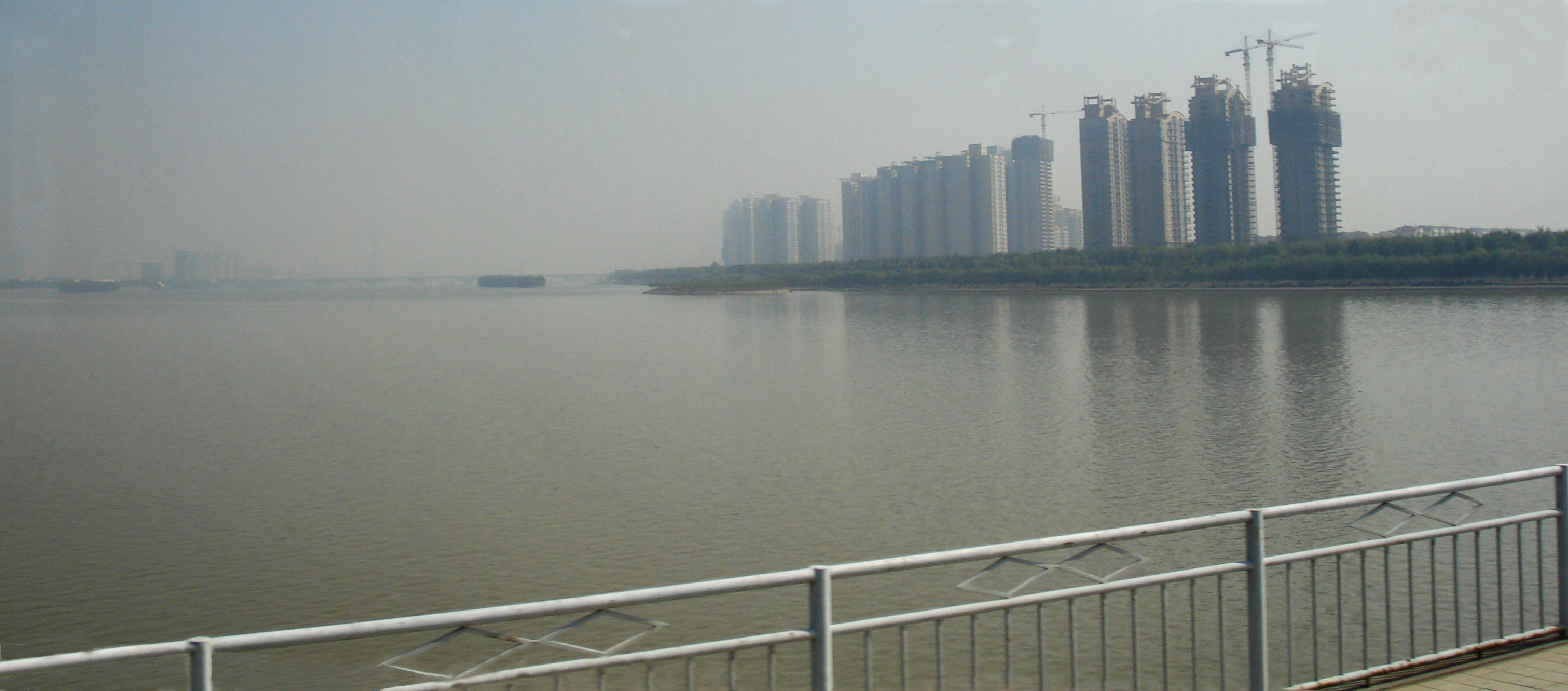
Luoyang (Henan).

Espansione del delta del Fiume Giallo tra il 1989 e il 2009.

Il Fiume Giallo (黃河T, 黄河S, Huáng HéP, Huang HoW), noto anche come Huang He o Hwang Ho, è il principale fiume della Cina settentrionale, spesso chiamato la culla della civiltà cinese.
Con i suoi 5464 km di lunghezza è uno dei fiumi più lunghi del mondo, nonché il secondo fiume più lungo della Cina. Il bacino idrografico si estende su un'area di circa 750 000 km², il che fa del Fiume Giallo il terzo fiume più grande del Paese.
Il fiume nasce nella provincia del Qinghai, sull'altopiano del Tibet, e attraversa altre sei province e due regioni autonome nella sua corsa verso il Bo Hai (golfo di Chihli), un'insenatura del mar Giallo. Nel suo corso inferiore appare come un mutevole e turbolento corso d'acqua carico di limo che spesso rompe gli argini, inondando parte della pianura della Cina del Nord. Per questo motivo è stato soprannominato anche il «dolore della Cina» e l'«Ingovernabile».
Il termine huang («giallo») si riferisce ai fini sedimenti di loess che il fiume trasporta dall'altopiano fino al mare. Il bacino del Fiume Giallo ospita una popolazione numerosissima – superata solo da quella di un piccolo numero di Paesi – e il fiume e i suoi affluenti attraversano alcune delle città più antiche della Cina, quali Lanzhou, Baotou, Xi'an (Sian), Taiyuan, Luoyang, Zhengzhou, Kaifeng e Jinan.

## Geografia
Il Fiume Giallo viene suddiviso in tre sezioni distinte: il corso superiore montuoso, il corso medio attraverso un altopiano e il corso inferiore attraverso una bassa pianura.

### Il corso superiore
Il Fiume Giallo nasce a 4600 m di altitudine sui monti Bayan Har, nel settore orientale dell'altopiano del Tibet. Nel suo corso superiore il fiume attraversa due grandi specchi d'acqua, i laghi Ngoring e Gyaring. Questi laghi, dalle acque poco profonde, ognuno dei quali di circa 1000 km² di superficie, sono ricchi di pesce e la loro superficie gela durante l'inverno. Il Fiume Giallo in questa regione scorre generalmente da ovest a est. I grandi altopiani attraversati dal corso superiore si innalzano per 300-500 m al di sopra del fiume e dei suoi affluenti. Questi altopiani sono costituiti da rocce cristalline, talvolta visibili come affioramenti erosi sulla superficie.
Il fiume penetra in una regione di gole profonde, facendosi strada prima verso sud-ovest, poi verso nord-ovest attorno ai monti A'nyêmaqên (o Amne Machin), dove la sua pendenza supera i 2 metri per km, e infine di nuovo verso est tra i monti Xiqing e Laji. Attraversata la regione delle gole, nei pressi della città di Lanzhou, abbandona l'altopiano del Tibet. Questo segna il termine del corso superiore del Fiume Giallo, che a questo punto si trova a circa 1165 km dalla sua sorgente. Il corso superiore drena un bacino di circa 124.000 km², costituito principalmente da inaccessibili ed elevati distretti montuosi, territori scarsamente popolati e caratterizzati da un clima rigido.

### Il corso medio
Il corso medio del Fiume Giallo, che si estende per più di 2900 km, è costituito da una grande ansa e drena un'area di circa 60.000 km². Il fiume inizialmente scorre verso nord-est per circa 880 km attraverso i suoli sabbiosi del Ningxia settentrionale e del deserto dell'Ordos occidentale; qui presenta numerose rapide e, in alcuni tratti, la sua larghezza si restringe notevolmente. Il fiume poi piega verso est e scorre per altri 800 km attraverso le pianure alluvionali della Mongolia Interna, in luoghi in cui si dirama in numerosi canali di distribuzione. In questo tratto la sua pendenza è inferiore ai 9 cm per km, e molti dei canali sono stati scavati nel corso dei millenni per irrigare i campi. Il Fiume Giallo poi svolta improvvisamente a sud e scorre per circa 715 km, formando il confine tra le province dello Shaanxi e dello Shanxi.
La larghezza del fiume, in questa sezione, generalmente non supera i 45-60 m, poiché deve aprirsi la strada attraverso strette gole con pendici scoscese di oltre 100 m di altezza. Il fiume poi gradualmente si fa più largo, soprattutto dopo aver ricevuto le acque dei suoi due affluenti più lunghi: prima il fiume Fen della provincia dello Shanxi e poi il fiume Wei dello Shaanxi. Alla confluenza con il Wei, il fiume svolta improvvisamente verso est per altri 480 km, essendo costretto a scorrere attraverso le inaccessibili gole tra i monti Zhongtiao e le propaggini orientali dei monti Qin (o Tsinling). La pendenza media in questo tratto supera leggermente i 20 cm per km, e il fiume diviene incredibilmente rapido negli ultimi 160 km, prima di raggiungere la pianura della Cina del Nord presso la città di Zhengzhou.
La maggior parte del corso medio attraversa l'altopiano del Loess, che si estende a est dell'altopiano del Tibet fino alla pianura della Cina del Nord, con un'altitudine compresa tra i 2100 e i 900 m. L'altopiano è costituito da pendici terrazzate, nonché da pianure alluvionali e da alcune cime sparse che talvolta si innalzano per più di 450 m al di sopra dell'altopiano stesso. Attraverso questo altopiano, il fiume si è fatto strada attraverso almeno sei terrazze, dove è sprofondato per erosione, scorrendo ora a livelli di oltre 500 m più bassi delle terrazze stesse, nelle quali forma valloni scoscesi. Le terrazze, formatesi nel corso degli ultimi 2,5 milioni di anni, forniscono un'importante testimonianza dell'evoluzione del paesaggio e degli antichi cambiamenti geologici avvenuti nella regione.
I sistemi di roccia sono stratificati in spessi strati di terreni più o meno sciolti e incoerenti, costituiti prevalentemente da sabbia e loess depositati dal vento. Gli strati di loess raggiungono uno spessore di 48-60 m e in alcuni luoghi anche di 150 m. Attraverso questi depositi incoerenti il fiume ha scavato profonde valli, erodendo e trasportando enormi quantità di materiale superficiale, facendo della regione uno dei paesaggi maggiormente erosi del mondo. Al suolo di loess, facilmente erodibile, si deve l'instabilità del letto del fiume, sia nel bacino medio, dove l'erosione è considerevole, sia in pianura, dove i depositi trasportati vanno a creare il letto di deposito e incanalamento.

### Il corso inferiore
A valle di Zhengzhou il Fiume Giallo si allarga per scorrere attraverso le province dello Henan e del Shandong, nella pianura della Cina del Nord. La pianura è costituita da un vasto ventaglio alluvionale quasi monotono, interrotto solamente dalle basse colline dello Shandong centrale; si è formata nel corso di oltre 25 milioni di anni grazie al Fiume Giallo e ad altri corsi d'acqua, che hanno depositato enormi quantità di limo, sabbia e ghiaia nel mare poco profondo che una volta ricopriva la regione. La pianura è stata densamente abitata per millenni e per molto tempo è stata una delle principali regioni agricole della Cina. Il fiume ha mutato il proprio corso attraverso la pianura svariate volte, e gli abitanti della regione hanno costruito vasti sistemi di argini e canali di irrigazione nel tentativo di controllarne il flusso. La regione illustra forse meglio di qualsiasi altro luogo della Terra come l'attività umana abbia collaborato con le forze naturali per forgiare il paesaggio.
Il corso inferiore del Fiume Giallo misura circa 700 km di lunghezza e ha una pendenza media di circa 5 cm per km. Lungo il fiume si trovano sporadiche aree di dune di sabbia alte 5-9 m. In generale, tuttavia, la pianura è un'area soggetta a grandi inondazioni poiché il letto del fiume, costruito gradualmente dai depositi di sedimenti, giace, in molti luoghi, al di sopra del terreno circostante. Nella sezione a nord della città di Kaifeng, il livello minimo della superficie del fiume si trova a circa 5 m al di sopra delle campagne circostanti, il livello medio a 6-7 m e il livello massimo a 9-11 m sopra quello del terreno. Da Kaifeng al Gran Canale (Da Yunhe), gli argini sono più bassi di quelli più a monte, e raramente superano gli 1-2 m di altezza. Le paludi sono comuni. Oltre il Gran Canale, l'altezza degli argini cresce fino a 4-5 m e in alcune località raggiunge gli 8 m.
Il delta del Fiume Giallo inizia a circa 80 km dalla foce e si estende su un'area di circa 5400 km². Il terreno del delta è paludoso, costituito da fango e limo, ed è ricoperto da canneti. Un banco di sabbia alla foce del fiume impedisce la navigazione, con la bassa marea, alle imbarcazioni con un pescaggio superiore a 1,2 m; tuttavia, con l'alta marea il banco di sabbia viene sommerso da 2,4-2,7 m di acqua.
Fino alla fine del XX secolo, quello del Fiume Giallo è stato uno dei delta a più rapido tasso di accrescimento al mondo, e la pianura della Cina del Nord continuava a espandersi sempre più nel Bo Hai (ciò che rimane dell'antico mare attualmente ricoperto dalla pianura). Nel secolo che va dal 1870 al 1970 il delta crebbe in media di oltre 19 km. Alcune parti periferiche si espansero perfino più rapidamente: un'area crebbe di 10 km durante il periodo 1949-51, e un'altra di più di 24 km nel 1949-52. Tuttavia, a partire dagli anni '50, con la costruzione di dighe a monte – in particolare quella nella gola di Sanmen, nella provincia dello Henan – iniziò a ridursi il carico di limo che il fiume trasportava alla sua foce e, dagli anni '90, il delta si sta erodendo.

### Idrologia
Il corso inferiore del Fiume Giallo ha subito radicali cambiamenti nel corso della sua storia geologica. Dato il basso gradiente di pendenza del fiume e la velocità con cui scorre nella pianura, il limo che esso trasporta tende a depositarsi sul fondo. Man mano che il letto si va colmando, il fiume cambia corso per andare a occupare un livello inferiore. Negli ultimi quattro millenni il fiume ha raggiunto il mar Giallo in punti che distano tra loro anche 800 km.
Tra il III millennio a.C. e il 602 a.C., quando occupava il suo corso più settentrionale, scorreva nei pressi dell'attuale città di Tianjin e sfociava nel vicino Bo Hai. Tra il 602 a.C. e il 70 d.C., sia il fiume sia la sua foce si spostarono verso un punto sul mar Giallo a sud della penisola dello Shandong. Tra il 70 e il 1048 il Fiume Giallo si spostò nuovamente verso nord, occupando un corso vicino a quello dell'alveo attuale.
Dal 1048 al 1194 cambiamenti nel corso del fiume si riscontrarono più all'interno, nell'area in cui esso fa il suo ingresso nella pianura della Cina del Nord. Nel 1194 il fiume occupava un corso che correva lungo il margine meridionale del suo delta. In quell'anno, dopo la rottura delle dighe di protezione, un secondo ramo del Fiume Giallo iniziò a scorrere a sud della penisola dello Shandong. Dal 1289 al 1324 il fiume si impadronì dell'alveo del fiume Guo e di una vasta parte del fiume Huai, entrando nel mar Giallo molto a sud dello Shandong. Il fiume rimase stabile per più di 500 anni, fino agli anni '50 del XIX secolo, quando si spostò nuovamente a nord della penisola dello Shandong, insediandosi infine nel suo corso attuale.
Con i miglioramenti nelle tecniche agricole nella pianura, i Cinesi divennero più abili nel costruire argini per stabilizzare il corso principale e proteggere così gli abitanti dalle inondazioni provocate dai mutamenti di percorso. Decine di migliaia di chilometri di argini furono costruiti nei secoli. L'effetto complessivo della loro costruzione era quello di ritardare le inondazioni ma, poiché il letto del fiume veniva sollevato e confinato artificialmente, gli straripamenti e i mutamenti di percorso si fecero più drammatici e distruttivi di quanto sarebbero stati altrimenti. I pochi ingegneri idraulici che riuscirono a diminuire, piuttosto che aumentare, il rischio di inondazioni acquisirono lo status di vere e proprie leggende viventi nella storia cinese.
Nel corso della storia le rotture degli argini sono state molto più frequenti dei cambiamenti di percorso. Tra il 960 e il 1048 vi furono 38 grandi straripamenti, e altri 29 vennero registrati tra il 1048 e il 1194. Negli ultimi anni straripamenti di tale portata sono divenuti meno frequenti in seguito al sistematico miglioramento delle tecniche di costruzione degli argini. L'allentamento delle misure di manutenzione durante la rivolta dei Taiping (1850-64) provocò il maggiore cambiamento del corso del fiume, avvenuto tra il 1852 e il 1854. Nel 1887 il Fiume Giallo ruppe gli argini nei pressi della città di Kaifeng e iniziò a scorrere nel fiume Huai, ma grazie agli sforzi degli ingegneri tornò entro il suo antico corso nel 1889. L'inondazione del 1887 sommerse migliaia di chilometri quadrati e seppellì completamente molti villaggi sotto uno strato di limo. Nel 1889 un'altra inondazione distrusse 1500 villaggi. La successiva grande inondazione, nel 1921, devastò centinaia di centri abitati, soprattutto nei pressi della foce. Alla siccità del 1929-30 seguì un'alluvione nel 1931. Durante l'inondazione del 1933 furono sommersi più di 3000 centri abitati e morirono 18.000 persone. Altre inondazioni avvennero nel 1938 – quando gli argini furono deliberatamente distrutti nei pressi di Zhengzhou per rallentare l'avanzata delle truppe giapponesi – e nel 1949.
Il Fiume Giallo trasporta in mare un volume medio annuo di circa 56 km³ di acqua, al tasso di circa 1770 m³ al secondo. La portata può salire a 2200 m³ al secondo negli anni di piena e scendere a 600-800 m³ negli anni di magra. Il volume subisce inoltre considerevoli variazioni stagionali. Il fiume ha una portata relativamente scarsa – otto altri fiumi della Cina superano quella del Fiume Giallo – poiché il suo bacino comprende vaste aree di territorio arido o semiarido, dove notevoli quantità di acqua evaporano o vengono deviate per l'irrigazione. Più della metà delle precipitazioni annue del bacino cade durante la stagione delle piogge (da luglio a ottobre). Le precipitazioni medie annue dell'intero bacino sono di circa 470 mm, ma la loro distribuzione è estremamente irregolare. In alcuni anni la maggior parte del volume del fiume è costituita da acque provenienti dai suoi affluenti. Nelle zone a monte la fonte principale è la neve che cade sulle montagne, e il livello di piena si registra in primavera; nelle parti media e inferiore del fiume, invece, il livello di piena si registra in luglio e agosto. Le portate massime stagionali possono essere considerevoli: 5350-6120 m³ al secondo nei pressi di Lanzhou, 10.000 m³ nei pressi di Longmen e 36.000 m³ (registrati nel 1943) nelle parti inferiori del fiume.
Tra tutti i fiumi del mondo, il Fiume Giallo è quello che trasporta la più alta concentrazione di sedimenti: circa 34 kg per m³, rispetto al chilogrammo del Nilo, ai 5 kg dell'Amu Darya (l'antico fiume Oxus) e ai 13 kg del fiume Colorado. Le acque alluvionali possono contenere fino a 710 kg di limo per m³ di acqua (pari al 70% del volume). Il fiume, senza impedimenti, trasporterebbe in mare circa 1,52 miliardi di tonnellate di limo all'anno, principalmente costituite da loess, che essendo sciolto viene trascinato via facilmente. Tra gli altri fattori che contribuiscono all'elevato volume di limo vi sono inoltre la pendenza dei versanti, la rapidità della corrente e la mancanza di aree boschive in grado di contenere l'erosione. I bacini artificiali creati dalle dighe, tuttavia, hanno permesso a quantità crescenti di limo di depositarsi al loro interno.
In alcune parti del suo corso medio il Fiume Giallo congela ogni inverno per alcuni mesi. Nella pianura della Cina del Nord, nei pressi di Kaifeng, ogni anno il fiume rimane imprigionato dal ghiaccio per 15-20 giorni, ma più a valle non gela mai. Le dighe di ghiaccio vengono frantumate con l'aiuto di bombardamenti aerei o, talvolta, di scariche di artiglieria.

## Importanza economica
Le acque del bacino del Fiume Giallo vengono gestite attraverso opere di irrigazione e di controllo delle piene di una certa importanza già a partire dal III secolo a.C. Le prime opere moderne di ingegneria idraulica risalgono agli anni '20, mentre progetti che prevedono la creazione di bacini artificiali multifunzionali vengono attuati dalla metà degli anni '50. I traguardi più importanti di questo programma sono stati la costruzione di gigantesche dighe idroelettriche presso la gola di Liujia e altre gole nei pressi di Lanzhou, nonché grandi progetti di irrigazione – alcuni dotati di stazioni idroelettriche più piccole – in località più a valle. In pianura, gli argini sono stati rinforzati e il sistema di controllo delle piene è stato razionalizzato e integrato con bacini artificiali e con il Gran Canale (che incrocia il Fiume Giallo nella parte occidentale della provincia dello Shandong).
Misure per il controllo dell'erosione sull'altopiano del Loess hanno ridotto il carico di limo trasportato a valle. Il progetto principale è stato la costruzione della grande diga della gola di Sanmen, a monte di Luoyang, e del bacino artificiale formatosi alle sue spalle. L'opera ha aumentato il controllo delle piene in pianura e ha inoltre fornito acqua per l'irrigazione e per la produzione di energia idroelettrica, anche se il limo depositatosi nel tempo ne ha ridotto notevolmente la capacità funzionale.
Man mano che lo sviluppo economico moderno è aumentato in tutto il bacino, tuttavia, è cresciuto anche l'inquinamento provocato dagli scarichi delle industrie e delle aziende agricole. Inoltre, la crescente domanda di risorse idriche già limitate ha provocato siccità, talvolta anche molto gravi.

## Esplorazioni
Il Fiume Giallo e le sue inondazioni sono stati argomenti centrali nelle leggende, nel folklore e nelle testimonianze storiche scritte della civiltà cinese per più di tre millenni. Le testimonianze delle maggiori inondazioni e dei cambiamenti del corso del fiume vengono regolarmente registrate dal VI secolo a.C., mentre i livelli di piena sono studiati dal 1736.
Il primo europeo ad aver esplorato il corso superiore del Fiume Giallo fu il viaggiatore russo Nikolaj Michajlovič Prževal'skij, nel 1879 e nel 1884. Lo studio sistematico del bacino idrografico venne intrapreso per la prima volta negli anni '50 del XX secolo da scienziati cinesi e sovietici. Dagli anni '70 questo lavoro è proseguito a cura di scienziati cinesi, in cooperazione con specialisti di numerosi altri Paesi.